# Iva Zanicchi
Iva Zanicchi (prononcé : [ˈiːva dzaˈnikki] née le 18 janvier 1940 à Ligonchio) est une chanteuse et femme politique italienne (parfois surnommée Aquila de Ligonchio). Lauréate du Festival de Sanremo (1967, 1969, 1974). Aujourd'hui encore, elle est la seule chanteuse à avoir remporté le festival à trois reprises. Collabore avec Theodorákis, Aznavour et Tenco et enregistre de nombreux disques. Diverses tournées dans le monde entier: de l'Amérique du Sud au Japon en passant par l'Australie et la Corée, les États-Unis et l'Europe (1984-1999). Dès 2008 elle est députée au Parlement européen inscrite au groupe du PPE, réélue en 2009 et battue en 2014.

## Biographie
Iva Zanicchi est née à Ligonchio, dans la province de Reggio d'Émilie. Sa carrière débute en 1962 au Festival de Musique de Castrocaro, où elle se place à la troisième place. Elle remporte le festival de Sanremo en 1967 avec Non pensare a me, en 1969 avec Zingara et à nouveau en 1974 avec Ciao cara, come stai ?. En 1969, elle représente l'Italie au Concours Eurovision de la Chanson à Madrid avec Due grosse lacrime bianche, terminant à la 13e place. En 1970, elle représente l'Italie au Festival Internacional da Canção à Rio de Janeiro avec Tu non sei più innamorato di me. Un concert à l'Olympia de Paris est suivi par tournée aux États-Unis, Canada, Amérique du Sud, Union Soviétique, Australie et Japon. En 1974, elle s'est produite à Madison Square Garden de New York (1974) et au Théâtre Regio de Parme. Au cours des années 1970, Iva Zanicchi sort 14 albums, dont un sur le thème de Noël, des enregistrements napolitains et en espagnol.
De 1987 à 2000, Zanicchi a animé le jeu télévisé Ok, il prezzo è giusto !, la version italienne de The Price Is Right.
En 2004, elle a été l'une des candidates de Forza Italia aux élections du Parlement européen, recueillant 35 000 voix, insuffisant pour être élue. Cependant elle hérité du siège à Strasbourg en mai 2008, lorsque Mario Mantovani quitte le Parlement européen pour devenir sénateur. Elle est confirmée dans ses fonctions lors des élections européennes de juin 2009, candidate pour le Le Peuple de la liberté, puis battue sous la même étiquette en mai 2014, elle se retire de la vie politique.

## Discographie

### Albums
- 1965 Iva Zanicchi
- 1967 Fra noi
- 1968 Unchained Melody
- 1970 Iva senza tempo
- 1970 Caro Theodorakis... Iva
- 1971 Caro Aznavour
- 1971 Shalom
- 1972 Fantasia
- 1972 Dall'amore in poi
- 1973 Le giornate dell'amore
- 1973 Dolce notte santa notte (album chansons de Noel)
- 1974 Io ti propongo
- 1974 Chao Iva còmo estas? (1er album en espagnol)
- 1975 Io sarò la tua idea
- 1976 Confessioni
- 1976 The Golden Orpheus '76 (live en Bulgarie)
- 1976 Cara Napoli
- 1978 Con la voglia di te
- 1978 Playboy
- 1980 D'Iva
- 1980 D'Iva (in spagnolo) (2e album en espagnol)
- 1981 Iva Zanicchi
- 1981 Nostalgias (3e en espagnol)
- 1982 Yo, por amarte (4e en espagnol)
- 1984 Quando arriverà
- 1984 Iva 85
- 1987 Care colleghe
- 1988 Nefertari
- 1991 Come mi vorrei
- 2003 Fossi un tango
- 2009 Colori d'amore
- 2013 In cerca di te

### Singles (Italie)
- 1963 Zero in amore / Come un tramonto
- 1963 Tu dirai/Sei ore
- 1964 Come ti vorrei/La nostra spiaggia
- 1964 Credi/Resta sola come sei
- 1964 Come ti vorrei / Chi potrà amarti
- 1965 I tuoi anni più belli / Un altro giorno verrà
- 1965 Accarezzami amore / Mi cercherai
- 1965 Caro mio / Non tornar mai
- 1966 La notte dell'addio / Caldo è l'amore
- 1966 Fra noi / Gold Snake
- 1966 Ma pecché / Tu saje a verità
- 1966 Monete d’oro / Ci amiamo troppo
- 1967 Non pensare a me / Vita
- 1967 Quel momento / Dove è lui
- 1967 Le montagne (ci amiamo troppo) / Vivere non vivere
- 1967 Dolcemente / Come stai bene e tu?
- 1968 Per vivere / Non accetterò
- 1968 Amore amor / Sleeping
- 1968 La felicità / Anche così
- 1968 La felicità / Ci vuole così poco
- 1968 Senza catene / Diverso dagli altri
- 1969 Zingara / Io sogno
- 1969 Due grosse lacrime bianche / Tienimi con te
- 1969 Un bacio sulla fronte / Accanto a te
- 1969 Che vuoi che sia / Perché mai
- 1969 Vivrò / Estasi d'amore
- 1970 L'arca di Noé / Aria di settembre
- 1970 Un uomo senza tempo / Un attimo
- 1970 Un fiume amaro / Il sogno é fumo
- 1970 Un fiume amaro / Tienimi con te
- 1970 Una storia di mezzanotte / Il bimbo e la gazzella
- 1971 La riva bianca, la riva nera / Tu non sei più innamorato di me
- 1971 Coraggio e paura / Sciogli i cavalli al vento
- 1972 Ma che amore / Il mio bambino
- 1972 Nonostante lei / Non scordarti di me
- 1972 Alla mia gente / Dall'amore in poi
- 1972 La mia sera / Il sole splende ancora
- 1972 Mi ha stregato il viso tuo / A te
- 1973 I mulini della mente / Basterà
- 1973 Le giornate dell'amore / Chi mi manca é lui
- 1973 Fred Bongusto:White Crhistmas/ Natale dura un giorno
- 1974 L'indifferenza / Sarà domani
- 1974 Ciao cara come stai? / Vendetta
- 1974 Testarda io / Sei tornato a casa tua
- 1975 Testarda io / E la notte é qui
- 1975 Io sarò la tua idea / Jesus
- 1976 Mamma tutto / Dormi, amore dormi
- 1976 I discorsi tuoi / Confessioni
- 1977 Arrivederci padre / Che uomo sei
- 1977 Munasterio 'e Santa Chiara / 'O destino
- 1977 Mal d'amore / Selvaggio
- 1978 Con la voglia di te / Sei contento
- 1979 Per te / Pronto 113
- 1979 La valigia / Ditemi
- 1979 A parte il fatto / Capirai
- 1981 Ardente / E tu mai
- 1983 Aria di luna / Amico
- 1984 Chi (mi darà) / Comandante
- 1984 Quando arriverà / Sera di vento
- 1985 Da domani senza te / Aria di luna
- 1987 Volo / Uomini e no
- 2001 Ho bisogno di te
- 2009 Ti voglio senza amore

## Ses participations auFestival de Sanremo
- 1965 I tuoi anni più belli (Mogol-Gaspari-Polito), en duo avec Gene Pitney
- 1966 La notte dell'addio (Diverio-Testa), en duo avec Vic Dana
- 1967 Non pensare a me, en duo avec Claudio Villa
- 1968 Per vivere (Nisa-Bindi), en duo avec Udo Jürgens
- 1969 Zingara (Albertelli-Riccardi), en duo avec Bobby Solo
- 1970 L'arca di Noè (S. Endrigo), en duo avec Sergio Endrigo
- 1974 Ciao cara come stai? (Dinaro-Daiano-Janne-Malgioglio)
- 1984 Chi (mi darà) (U. Balsamo-C. Malgioglio-U. Balsamo)
- 2003 Fossi un tango (Texte: Loriana Lana, Musique: Aldo Donati)
- 2009 Ti voglio senza amore
- 2022 Voglio amarti

## Filmographie
- 1967 Una ragazza tutta d'oro
- 1998 L'ultimo capodanno
- 2005 Caterina e le sue figlie (Fiction TV)
- 2007 Caterina e le sue figlie 2 (Fiction TV)
- 2010 Caterina e le sue figlie 3 (Fiction TV)